# SK Sofia
Sportklub Sofia lub SK Sofia (bułg. "Спортклуб" (София)) – bułgarski klub piłkarski z siedzibą w stolicy kraju, mieście Sofia, działający w latach 1912–1944.

## Historia
Chronologia nazw:
- 1.12.1912: SK Luben Karawełow Sofia (bułg. СК [Спортен клуб] "Любен Каравелов" (София))
- 1919–19.09.1920: funkcjonował jako sekcja Sławia Sofia
- 19.09.1920: SK Sportklub Sofia (bułg. СК "Спортклуб" (София))
- 21.06.1942: OSK Sredec Sofia (bułg. ОСК [Общински Спортклуб] "Средец" (София)) – po fuzji z Sredecem
- 1944: SK Sportklub Sofia (bułg. СК "Спортклуб" (София)) – po rozpadzie fuzji
- 05.11.1944: klub rozwiązano – po fuzji z Sokołem i Wyzrażdane, tworząc Septemwri Sofia

Sofijski Klub Sportowy został założony 1 grudnia 1912 roku w dzielnicy "Trzy Studnie" pod nazwą Luben Karawełow, co zostało zanotowano w swoim Statucie. Najprawdopodobniej jednak oficjalna rejestracja klubu nastąpiła w 1914 roku. Od 1919 roku został oficjalnie przyjęty jako sekcja sąsiedzkiej Slawii. W dniu 19 września 1920 roku klub oddzielił się od nich i przyjął nazwę Sportklub za namową Aleksandra Wazowa, siostrzeńca pisarza Iwana Wazowa, grającego wówczas w berlińskim klubie piłkarskim o tej samej nazwie. Sportklub staje się bułgarską sekcją Berliner Sport-Club. Bramkarzem i prezesem zespołu został Aleksandr Wazow. Oprócz niego w barwach berlińskiego klubu grało dwóch innych Bułgarów – napastnik Ił. Antonow i pomocnik Kirił Petrunow – "Kiki".
9 września 1920 SK połączył się z innymi sofijskimi klubami Musala i Sławejkow, zachowując swoją nazwę. W 1935 klub  po raz pierwszy awansował do rundy głównej pierwszej ligi bułgarskiej. SK Sofia dotarł do finału ligi, w którym 3 października 1935 pokonał 4-0 zespół Ticzy Warna. Potem Sportklub już nie uczestniczył w rozgrywkach bułgarskiej ekstraklasy i grał do 1940 roku w pierwszej dywizji mistrzostw Sofii. W 1940 roku nastąpiła reorganizacji mistrzostw Bułgarii, wskutek czego klub został zdegradowany do trzeciej dywizji. W poszukiwaniu stabilizacji finansowej w sezonie 1943/44 wziął udział w mistrzostwach Sofii w barwach miejskiej drużyny Sredec Sofia, z którą połączył się 21 czerwca 1942 roku tworząc OSK Sredec Sofia. Jednak Sredec próbuje wchłonąć słynny klub, co prowadzi do rozłamu w zarządzie i ponownego wyodrębnienia Sportklubu jako niezależnej drużyny. 5 listopada 1944 Sportklub połączył się innymi miejscowymi klubami: Sokoł i Wyzrażdane, tworząc nowy klub Septemwri Sofia. 

## Barwy klubowe, strój, herb, hymn
|  |  |

Klub ma barwy purpurowo-białe. Piłkarze domowe spotkania zazwyczaj grają w purpurowych koszulkach, białych spodenkach oraz purpurowych getrach

## Sukcesy

### Trofea międzynarodowe
Do chwili obecnej klub jeszcze nigdy nie zakwalifikował się do rozgrywek europejskich.

### Trofea krajowe
| \| \| Zdobyte trofea w rozgrywkach Bułgarii (stan na: 31-05-2024) \| |                                                             |      |                                                                                                 |
| Rozgrywki                                                            | Osiągnięcie                                                 | Razy | Sezon(y)                                                                                        |
| · Mistrzostwo                                                        | I miejsce                                                   | 1    | 1935                                                                                            |
| · Mistrzostwo                                                        | II miejsce                                                  | 0    |                                                                                                 |
| · Mistrzostwo                                                        | III miejsce                                                 | 0    |                                                                                                 |
| Puchar                                                               | zdobywca                                                    | 0    |                                                                                                 |
| Puchar                                                               | finalista                                                   | 0    |                                                                                                 |
| II liga                                                              | I miejsce                                                   | 1    | 1934/35 (gr.Sofia)                                                                              |
| II liga                                                              | II miejsce                                                  | 1    | 1929/30 (gr.Sofia)                                                                              |
| II liga                                                              | III miejsce                                                 | 5    | 1921 (gr.Sofia), 1922/23 (gr.Sofia), 1925/26 (gr.Sofia), 1930/31 (gr.Sofia), 1933/34 (gr.Sofia) |
| Bułgaria                                                             | Zdobyte trofea w rozgrywkach Bułgarii (stan na: 31-05-2024) |      |                                                                                                 |

- II Sofijska diwizija (D3):
  - wicemistrz (1x): 1940/41

## Poszczególne sezony

### Rozgrywki międzynarodowe

#### Europejskie puchary
Nie uczestniczył w rozgrywkach europejskich.

### Rozgrywki krajowe
| \| Bułgaria \| Bilans występów klubu w rozgrywkach piłkarskich Bułgarii (Stan na 31 maja 2025 r.) \| \| |                                                                                    |        |       |   |   |   |    |    |     |           |        |        |      |
| Poziom                                                                                                  | Rozgrywki                                                                          | Sezony | Mecze | Z | R | P | B+ | B– | Pkt | Lata      | Awanse | Spadki | Naj. |
| I | Nacionałna futbołna diwizija / Dyrżawno pyrwenstwo                                 | 1      |       |   |   |   |    |    |     | 1935      | 0      | 0      | 1    |
| II | B RPG / Wtora PFG / Pyrwa PFL / B PFG / Wtora PFL                                  | 19     |       |   |   |   |    |    |     | 1921–1940 | 1      | 1      | 1    |
| III | Treta amatorska futbołna liga                                                      | 4      |       |   |   |   |    |    |     | 1940–1944 | 0      | 0      | 2    |
| IV | Obłastna futbołna liga                                                             | 0      |       |   |   |   |    |    |     |           | 0      | 0      |      |
| | Puchar Bułgarii                                                                    | 0      |       |   |   |   |    |    |     |           | 0      | 0      |      |
| Bułgaria                                                                                                | Bilans występów klubu w rozgrywkach piłkarskich Bułgarii (Stan na 31 maja 2025 r.) |        |       |   |   |   |    |    |     |           |        |        |      |

## Struktura klubu

### Stadion
Drużyna rozgrywała swoje mecze domowe w Sofii na boisku Sportklubu, który znajdował się na osiedlu "Gerena" w pobliżu stacji "Serdika" (obecnie osiedle "Zona B-5"). Stadion mógł pomieścić do 5 tys. widzów. 

## Kibice i rywalizacja z innymi klubami

### Derby
- Byłgaria Sofia
- Lewski Sofia
- Sławia Sofia
- FK 13 Sofia
- Atletik Sofia
- Rakowski Sofia
- Sława Sofia
- Borisław Sofia
- Pobeda Sofia
- Pobeda Sofia (1920–1923)
- Sokoł Sofia
- Sokoł Sofia (1915–1926)
- AS 23 Sofia